# Georgia Germein

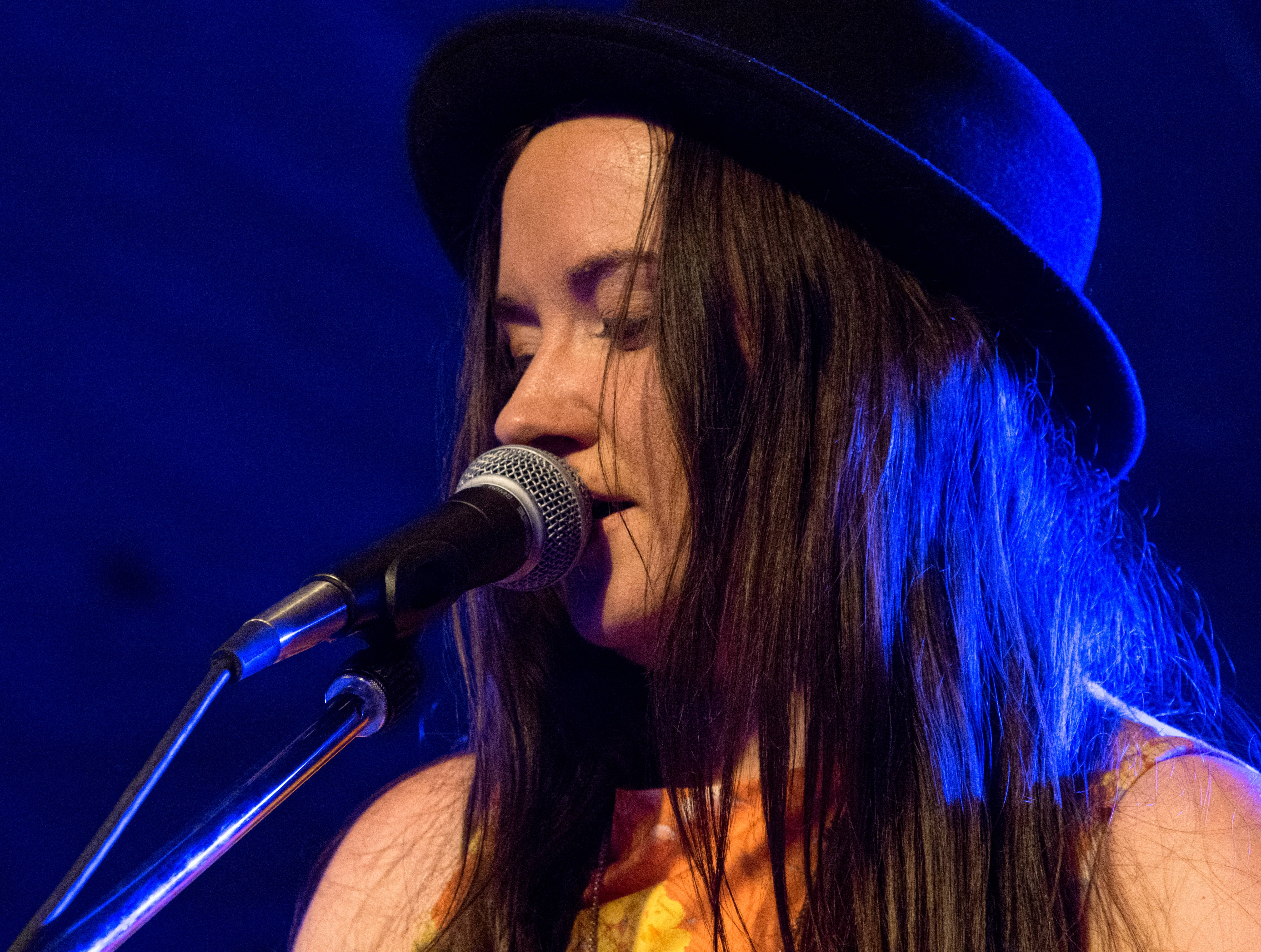
Georgia Germein (ZMF 2015, Freiburg im Breisgau)

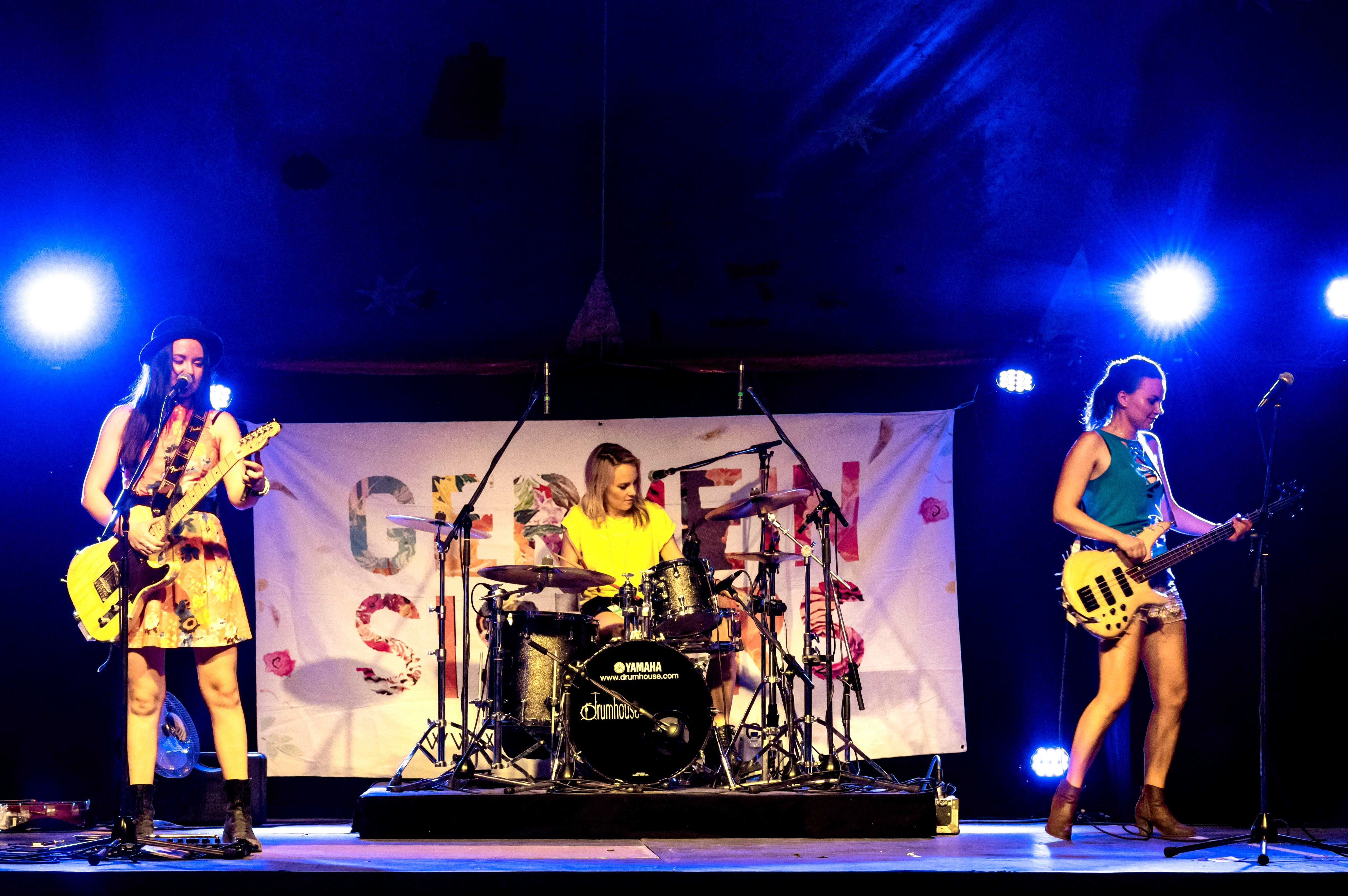
Germein Sisters (ZMF 2015, Freiburg im Breisgau)

Georgia Germein ist eine australische Popsängerin (Singer-Songwriter) aus Adelaide. Sie tritt solo (Gesang, Gitarre/Klavier) und mit ihren zwei Schwestern Ella (Bass/Synthesizer, Backgroundgesang) und Clara (Schlagzeug, Backgroundgesang) auf.

## Biografie
Georgia wuchs auf dem Lande in Adelaide Hills auf. Sie hat an zahlreichen Wohltätigkeitsaktionen teilgenommen. So arbeitete sie als Jugendbotschafter für World Vision 2010 in der Kalahari, Südafrika, und in Nepal.
Georgia hat mehrere Preise gewonnen darunter sieben ASME Young Composers Awards. 2007 erreichte sie den South Australian Premiers Award und als Halbfinalist die International Songwriting Competition. 2009 wurde sie Nationsieger des Young Bloods Radio Competition des Radiosenders Nova. Georgia veröffentlichte ihr Debütalbum Take My Hand Ende 2010.
2010 und 2011 tourte sie erfolgreich durch Australien und mit ihren Schwestern als The Germein Sisters durch Malaysia und Südaustralien.
2013 veröffentlichten die Germein Sisters ihr Debütalbum Because You Breathe, das in Irland zusammen mit den Produzenten The Corrs und Sinéad O’Connor aufgenommen wurde, wobei Sharon Corr von The Corrs involviert war. Die Germein Sisters war als Vorgruppe des nordirischen Singer-Songwriters Brian Kennedy an seiner Tournee in Australien im Jahr 2013 beteiligt.
2013 trat Georgia Germein mit ihren Schwestern auch in Deutschland auf.
Seitdem touren die Germein Sisters jährlich durch Großbritannien, Deutschland und die Schweiz. 2017 gaben sie auch Konzerte auf der Ferieninsel Mallorca.

## Diskografie

### Solo

#### Alben
- 2010: Take My Hand, MGM Distribution (Metropolitan Groove Merchants)

#### Singles
- 2010: Puppet
- 2010: Take My Hand

### Mit ihren Schwestern

#### Alben
- 2013: Because You Breathe[3]

#### Singles
- 2013: Da Da Doo